# Chňapal červený
Chňapal červený (Lutjanus colorado) je druh ryby z čeledi chňapalovití.

## Popis
Druh dosahuje maximální celkové délky přibližně 90 cm. Preoperkulární zářez a výrůstek jsou slabě vyvinuté; zuby na kosti radličné jsou uspořádány do tvaru půlměsíce, bez prodlouženého středního výběžku. Jazyk nese jednu nebo více plošek granulovitých zubů. Na dolní části prvního žaberního oblouku se nachází 11 nebo 12 žaberních tyčinek. Hřbetní ploutev obsahuje 10 tvrdých paprsků a 13 nebo 14 měkkých paprsků, zatímco řitní ploutev má 3 tvrdé a obvykle 8 měkkých paprsků, výjimečně 7. Zadní části hřbetní a řitní ploutve jsou poněkud zašpičatělé, prsní ploutve obsahují 16 nebo 17 paprsků a ocasní ploutev je uťatá. Tělo a ploutve jsou převážně červené, přičemž pod okem se někdy objevuje modrý proužek. Mladí jedinci mají charakteristické svislé pruhy.

## Výskyt
Žije ve vnitřních částech korálových útesů nad tvrdým dnem, v hloubkách kolem 70 m, kde se bezobratlými a kostnatými rybami. Vyskytuje se ve východní části Tichého oceánu od jižní Kalifornie po Panamu. Severně od Kalifornského zálivu je vzácný. Objevuje se rovněž ve sladkých vodách, byl zaznamenán například v řekách na Kokosovém ostrově a rovněž několika tocích na kostarické pevnině.